# Gazetteer
Gazetteer je seznam zeměpisných názvů. Obvykle má formu seznamu nebo databáze umožňující katalogizovat místní zeměpisná jména, která jsou klasifikována na základě pojmů z definovaného řízeného slovníku (tezaurus).

## Slovníky
Slovník typu Gazetteer obsahuje pojmy o zeměpisné poloze na zemi, v kraji, městě či obci a nebo taky např. informace o pohořích, kopcích či řekách. Nejznámější slovníky zeměpisných názvů jsou uvedeny níže.
Položkou tohoto slovníku tedy je konkrétní lokalita (tzv. placemark), tedy místo na zemském povrchu nebo na mapě.

## Význam Gazetteeru
Obecně, geografické systémy mohou využívat více takovýchto slovníků podle jazyka, potřeb a obsahu dat. Tento přístup odstraňuje zmatky ve vzájemném přiřazování exonym a toponym, jako jsou např. české a německé názvy obcí v Sudetech.